# Balso (lazo)
Los balsos son unos lazos que se hacen con el chicote de un cabo para abrazar objetos pesados y suspenderlos o arrastrarlos tirando por el otro chicote. En los puntos de más rozamiento, se engulllen o precintan los cabos para darles más duración.
Se distinguen los siguientes tipos de balsos:
- As de guia. El chicote de un cabo se coloca sobre el firme haciendo con éste sobre el primero un seno y después se pasa el chicote alrededor del firme y por el seno.
- As de guia para lazo o ahorca-perros. Es el mismo as de guía con el cabo pasado por el ojo.
- Balsos con seno. Se dobla un cabo y con los chicotes se le da un cote al seno por el cual se pasan aquellos y queda hecho el balso.
- Bragas. Se llama braga a todo pedazo de cabo que sirve para amarrar un peso y suspenderlo valiéndose de otro cabo, de un gancho, palanca, etc.
- Ahorca-perros doble. Después de dar a un cabo tres o cuatro medias vueltas hacia dentro o hacia fuera se engancha por los senos. El peso que se haya cogido con el seno morderá contra el firme algunas vueltas y no zafará.
- Estrovo. Es un pedazo de cabo ajustado por sus chicotes formando una cuerda sin fin. Sirve para embalsar un peso y suspenderlo y también para sujetar los remos a los toletes.
- Salvachia. La salvachia tiene el mismo objeto que el estrovo pero es más flexible y se le puede dar más resistencia. Se hace liando meollar a dos piquetes y formando una madeja del grueso que se desee trincafiándola después para que no se deshaga. En vez de trincafiar se puede aforrar la salvachia con meollar. Así durará mucho más pero no tendrá tanta flexibilidad.